# Кропачёв, Иван Ионович
Иван Ионович Кропачёв (1892 — 1962) — советский военный, государственный и политический деятель.

## Биография
Родился в августе 1892 года в Вологодской губернии. Член ВКП(б) с 1918 года.
В 1913 г. — подручный слесаря, слесарь на металлическом заводе. В ноябре 1913 г. призван в армию. С началом Первой мировой войны — палатный надзиратель психиатрического отделения больницы г. Петрограда (как негодный к строевой службе).
В 1918 г. возвратился на родину, в Кириллов, где стал работать в уездном военном комиссариате инструктором-организатором. Избирался членом уездного комитета РКП(б), членом уездного исполкома.
В Красной армии добровольно с сентября 1919 г. Участник Гражданской войны.
Воевал под Петроградом против войск генерала Юденича в составе 7-й армии, на Западном фронте против войск Польши в составе 56-й стрелковой дивизии.
В годы войны занимал должности: политрука роты и военкома батальона 161-го стрелкового полка (сентябрь 1919 г. — март 1920 г.), ответственного организатора коллектива РКП(б), помощника военкома 499-го стрелкового полка (март — сентябрь 1920 г.). С сентября 1920 г. — военком 499-го стрелкового полка. С ноября того же года — военком 500-го стрелкового полка.

### На службе в политсоставе РККА
После Гражданской войны на ответственных должностях политсостава в войсках Ленинградского военного округа и ОКДВА. В 1921—1925 гг. — военком 168-го и 167-го стрелковых полков, 56-го кавалерийского полка, помощник комиссара штаба 56-й стрелковой дивизии, военком 166-го стрелкового полка. С ноября 1925 г. — ответственный секретарь партийной комиссии 43-й стрелковой дивизии. В 1926—1928 гг. — заместитель начальника политотдела той же дивизии. С декабря 1928 г. — начальник политотдела 3-й авиабригады.
В 1930 г. окончил КУВНАС при Военной академии имени М. В. Фрунзе. С сентября 1930 г. — начальник политотдела 16-й стрелковой дивизии. С декабря 1933 г. — начальник политотдела Карельского укрепленного района.
26 января—10 февраля 1934 года делегат XVII съезда ВКП(б) с совещательным голосом.
С августа 1936 г. — заместитель начальника политуправления Ленинградского военного округа по работе в частях ВВС. С октября 1937 г. — начальник политуправления ОКДВА. Дивизионный комиссар (1936).
В апреле 1938 г. по политическому недоверию уволен в запас.

### Арест, осуждение, реабилитация
Арестован 21 апреля 1938 г.
Военной коллегией Верховного суда СССР 16 июля 1941 г. по обвинению в участии в военном заговоре приговорен к десяти годам заключения в ИТЛ. Освобожден по отбытии срока заключения (8 марта 1948 г.). После освобождения работал слесарем ремонтных мастерских Морозовского зерносовхоза Ростовской области. Второй раз арестован 27 августа 1950 г. Управлением МГБ Ростовской области. По прежним статьям обвинения Особым совещанием при МГБ СССР 29 ноября 1950 г. направлен в ссылку в Красноярский край, где трудился рабочим Озерного участка Абанского химлесхоза. Определением Военной коллегии от 11 апреля 1956 г. реабилитирован.
После реабилитации жил в г. Хабаровске.
Избирался депутатом Совета национальностей Верховного Совета СССР 1-го созыва от Еврейской автономной области.
Умер в 1962 году